# Elma (New York)
Elma ist eine Kleinstadt (Town) im Erie County im US-Bundesstaat New York. Das U.S. Census Bureau hat bei der Volkszählung 2020 eine Einwohnerzahl von 11.721 ermittelt. Die Stadt ist nach der amerikanischen Ulme benannt.
Die Stadt befindet sich im mittleren Teil des Countys, südöstlich von Buffalo. Aufgrund ihrer Lage wird die Stadt auch als „Herz des Erie County“ bezeichnet.

## Geschichte
Die Umgebung der Stadt, die 1797 bis 1826 zur Buffalo Creek Reservation gehörte, wurde zuerst um 1827 besiedelt. Zu den ersten Einwohnern gehörten mehrere Mitglieder der Freikirche der Inspirierten.
Im Jahr 1857 wurde die Stadt aus Teilen der Kleinstädte Aurora und Lancaster gegründet. Sie ist die letzte neugegründete Stadt des Countys. Bei der Gründung schlug einer der Einwohner vor, sie nach einer großen amerikanischen Ulme (engl. elm) zu benennen, die sich auf dem Stadtgebiet befand.

## Geographie
Laut Angaben des United States Census Bureau hat die Stadt eine Fläche von 89 km² (34,5 Quadratmeilen). Zur Stadt gehören keine Wasserflächen. Die westliche Stadtgrenze wird von der New York State Route 78 begrenzt, die als Aurora Expressway bezeichnete New York State Route 400 durchquert die Kleinstadt.

### Nachbargemeinden
- West Seneca
- Orchard Park
- Aurora
- East Aurora
- Wales
- Marilla
- Lancaster
- Cheektowaga

## Persönlichkeiten
- James Anthony Pawelczyk (* 1960), Wissenschaftler und Raumfahrer
- Patrick Gallivan (* 1960), Mitglied des Senats von New York und früherer Sheriff des Erie County
- Les Kuntar (* 1969), ehemaliger Eishockeytorwart

## Sport
In Elma ist das Franchise der Western New York Flash beheimatet, ein Frauenfußballteam, das in der National Women’s Soccer League spielt.